# Hermann Devriès
Hermann DeVries (Nova York, 1858 - Chicago, 1949) fou un baríton estatunidenc d'origen holandès, a voltes es feia denominar com a baix.
Després d'estudiar amb Fauré va fer el seu debut a l'Òpera de París el 1878, i s'havia convertit en un baix, i amb director del cor de l'Òpera, on el seu renom familiar li donà aquest lloc de compromís. A l'Opéra-Comique hi debuta el 1880 en la primera de les 50 actuacions allà com Lotario en Mignon de Thomas. Per al Metropolitan Opera House va cantar 1898-1900 en Romeo i Julieta, El barber de Sevilla, Faust, Les Huguenots, Carmen, Don Giovanni, Das Rheingold, Le Prophète i Rigoletto.
Herman era fill de Rosa de Vries-van Os (1828-1889), la qual va tenir quatre fills que tots foren cantants; Jeanne (1850-1924); Fidès (1852-1941); Maurice (1858-1949) i Hermann.